# Habiba Msika
Habiba Msika (1903, Testour - 21 de febrero de 1930, Túnez), también escrito Messika (حبيبة مسيكة) fue una cantante, bailarina y actriz tunecina. Nacida como Marguerite Msika, era sobrina de la cantante Leila Sfez.
Alcanzó fama bajo el seudónimo de Habiba ("amada"). Prototipo de mujer libre y dueña de su destino, carismática y actriz atrevida adorada por el pueblo tunecino, fue un fenómeno social en su época. La película The Fire Dance de Selma Baccar habla de su carrera.

## Biografía
Msika nació en la judería de Túnez en una familia judía pobre. Sus padres, Daida y Maïha, trabajaban en el comercio de alambre.
Aprendió a leer y escribir en la escuela de la Alianza Israelita, que abandonó después de siete años y gracias a la ayuda de su tía tuvo lecciones de canto, solfeo y árabe clásico con el famoso compositor Khemaïs Tarnane y el tenor egipcio Hassan Bannan. Se casó con su primo Victor Chetboun pero su unión duró poco. Durante su primer recital en el palacio de La Marsa, conoció a su mentor y amante: el ministro de la Plume.
En 1920 su carrera despegó, se convirtió en símbolo sexual, siendo apodada "la bella de las bellas" y "la tigresa de ojos verdes", e inició el fenómeno de los "soldados de la noche", el apodo de sus fans, en su mayoría jóvenes dandis de la burguesía tunecina. Con su amante fue a París, donde a través de él conoció a Pablo Picasso y Coco Chanel, que dijo de ella: "Habiba es un temperamento fogoso bajo sus gracias orientales. Impondrá París en el norte de África".
De regreso en Túnez, interpretó Le fou de Lëila, Lucrecia Borgia y la mayor parte del repertorio shakespeariano. En 1925 interpretó a Romeo en Romeo y Julieta en el teatro Ben Kamla. El papel de Julieta lo interpretó una actriz judía libia, Rachida Lofti. El beso que intercambiaron provocó una revuelta entre los indignados espectadores, que tuvieron que calmar sus "soldados de la noche". Habiba Msika era también conocida por su patriotismo. En 1928 actuó cantando canciones populares a favor de la independencia de Francia, mostrando la bandera de Túnez y causando otro escándalo mientras era arrestada por las autoridades coloniales.
Actuó en la corte del rey egipcio Fuad I y conoció a Eliyahu Mimouni, un judío rico de Testour locamente enamorado de ella, que ordenó construir un palacio para la artista. Luego comenzó un romance con un amigo de la infancia, Mondher Maherzi, y al quedar embarazada, decidió casarse con él.

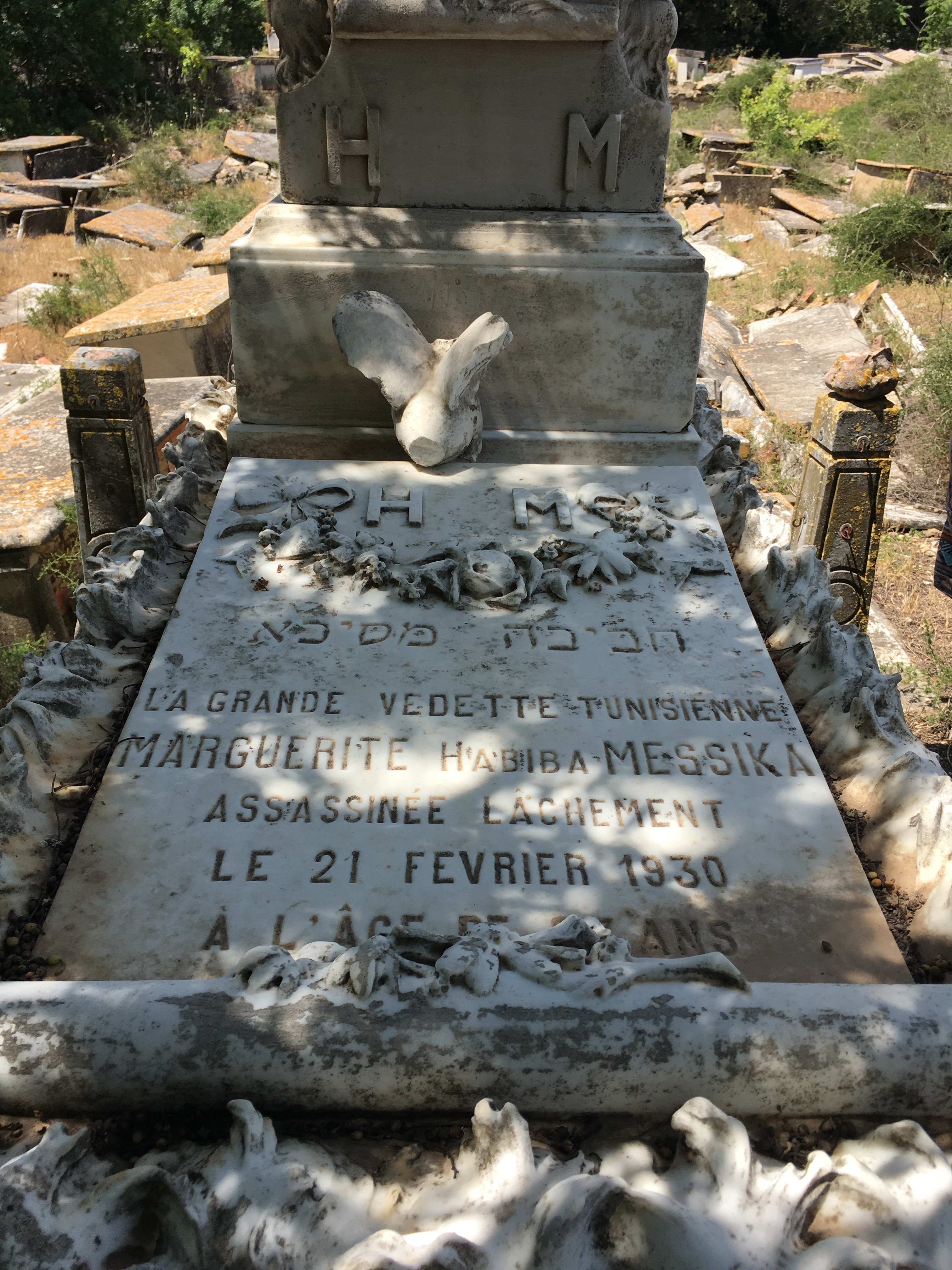
Tumba de Habiba Msika en el cementerio de Borgel

Después del anuncio de su compromiso, la mañana del 20 de febrero de 1930 su ex amante Eliyahu Mimouni entró en su apartamento en la calle Alfred Durand-Claye en Túnez, la roció con gasolina y le prendió fuego. Gravemente quemada, murió al día siguiente, poco después Mimouni también falleció, alcanzado igualmente por las llamas. Msika está enterrada en el cementerio de Borgel en Túnez.